# برونزيات بنين

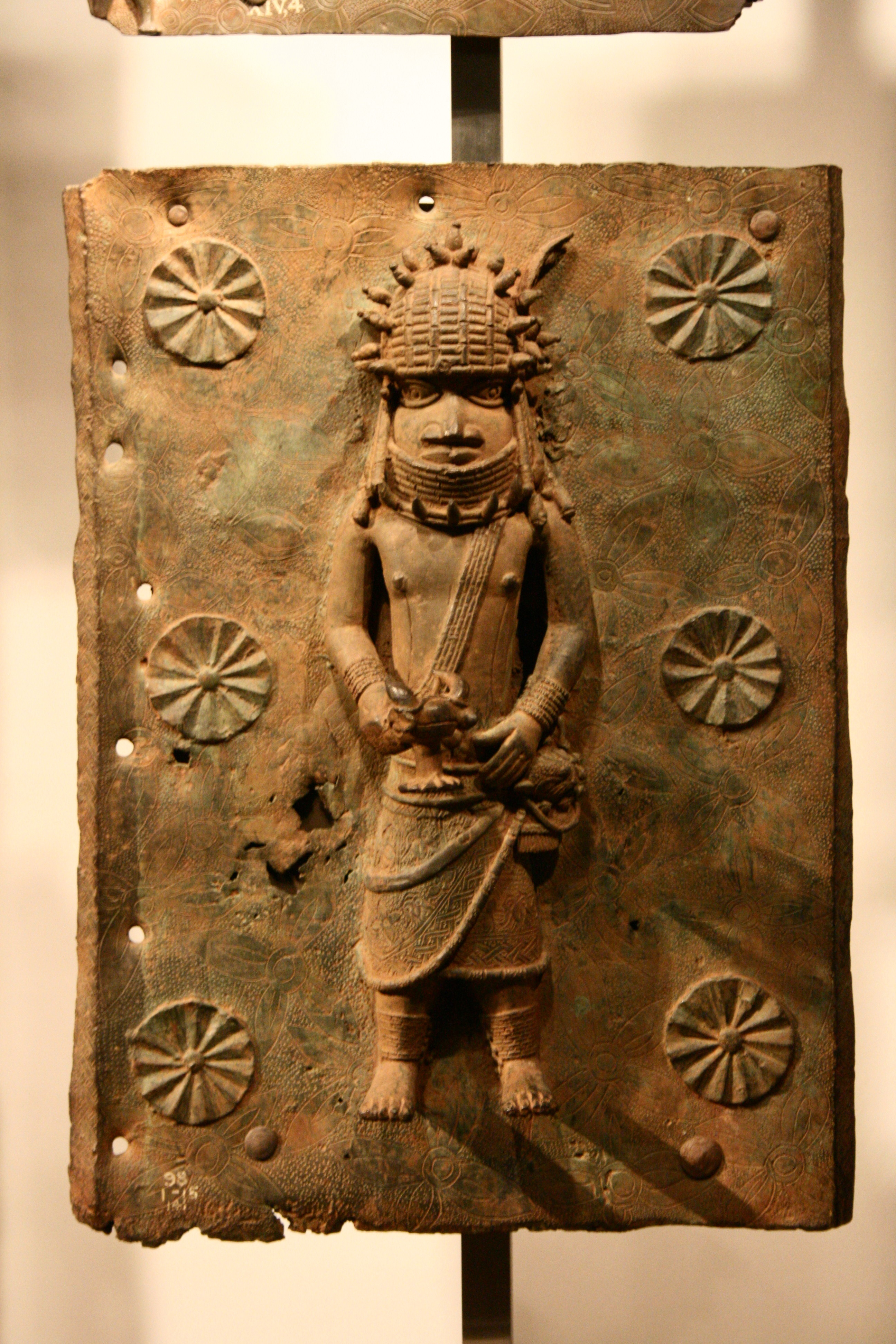
لوحة معدنية معروضة في المتحف البريطاني.

بنين برونز هي مجموع من أكثر من ألف لوحة معدنية ومنحوتات زينت القصر الملكي لمملكة بنين في ما يعرف الآن بنيجيريا. بشكل جماعي ، تشكل القطع الفنية أشهر الأمثلة على فن بنين ، وقد تم نحتها من القرن الثالث عشر وما بعده من قبل فنانين من شعب إيدو.
سرقت القوات البريطانية معظم اللوحات والأشياء الأخرى خلال حملة بنين عام 1897 حيث تم تعزيز السيطرة الإمبراطورية في جنوب نيجيريا. تم نقل مائتي قطعة إلى المتحف البريطاني في لندن ، بينما وجدت البقية طريقها إلى متاحف أوروبية أخرى.
في 20 ديسمبر 2022 سلمت وزيرة الخارجية الألمانية أنالينا بيربوك 22 قطعة أثرية نُهبت في القرن التاسع عشر إلى نيجيريا في حفل أقيم في العاصمة أبوجا.
الكنوز هي جزء صغير من 1130 قطعة أثرية مسروقة محفوظة في العديد من المتاحف في جميع أنحاء ألمانيا.